# بیابان تار
بیابان تار (بیابان تهار) (هندی: थार मरुस्थल)، بیابانی بزرگ در منطقه خشک قسمت شمال غربی شبه قاره هند است، با مساحت بیش از ۲۰۰٬۰۰۰ هزار کیلومتر مربع. این بیابان در جهان هفتمین بیابان بزرگ و در آسیا سومین بیابان بزرگ است.

## بیابان‌زدایی
دولت هند برای بیابان‌زدایی اقدام به کاشتن درختان و گیاهان پایدار در برابر کمبود آب در ابن بیابان نموده‌است. آنها گیاهان و درختان همچون گونه‌های مختلف اکالیپتوس، آکاسیا، کاسیا را از سرزمین‌های دوری مانند اسرائیل، استرالیا، ایالات متحده آمریکا، روسیه، شیلی، پرو و سودان به آن‌جا برده و آغاز به بیابان‌زدایی نموده‌اند.